# Różanki (Natura 2000)
Różanki (kod PLH080075) – specjalny obszar ochrony siedlisk sieci Natura 2000, zlokalizowany na terenie województwa lubuskiego.
Obszar obejmuje powierzchnię 4,97 lub 4,34 ha
Teren składający się z trzech powiązanych ze sobą enklaw wyznaczony został w celu długotrwałego zabezpieczenia naturalnych siedlisk życia.

## Sidliska pod ochroną
- Suche wrzosowiska (Calluno-Genistion, Pohlio Callunion, Calluno-Arctostaphylion)